# كين هاتشيسون
كين هاتشيسون (بالإنجليزية: Ken Hutchison)‏ هو ممثل بريطاني، ولد في 24 نوفمبر 1948 في لزلي ‏ في المملكة المتحدة.

## أعمال

### أفلام
- (1971) ستراو دوغز
- (1982) غاندي[6][7][8]
- (1985) ليديهوك

## وصلات خارجية
- كين هاتشيسون على موقع IMDb (الإنجليزية)
- كين هاتشيسون على موقع ألو سيني (الفرنسية)
- كين هاتشيسون على موقع أول موفي (الإنجليزية)
- كين هاتشيسون على موقع قاعدة بيانات الأفلام السويدية (السويدية)
- كين هاتشيسون على موقع قاعدة بيانات الفيلم (الإنجليزية)